# 記憶障害
記憶障害（きおくしょうがい）とは、記憶を思い出すことができない、また、新たなことを覚えることができないなどという、記憶に関する障害の総称である。一時的に思い出すことができない記憶は短期記憶障害、長期間思い出すことができない記憶は長期記憶障害と、2通りに分けられる。

## 概説
記憶とは、「記銘」、「保持」、「想起」の3段階から成り立つとされており、「記銘」機能により覚え込み、「保持」機能で維持し、「想起」機能によって思い出す。
短期記憶障害には、一般的にも知られている記憶喪失が挙げられる。そして、長期記憶障害には、認知症のような社会的にも問題視されている病気が挙げられる。認知症と誤診されやすい短期記憶障害もある。
記憶の障害は、大きく分けると記銘障害と、追想障害とに分けられる。先にあげた分類だと、記憶喪失は記銘障害、認知症は追想障害に区分される。

## 原因
何らかの原因で、脳が損傷した場合に引き起こされることが多い。例えば、交通事故による外傷性の場合や脳梗塞のような内因性による場合、高次脳機能障害による場合もある。また、うつ病や統合失調症などの心因性である場合もある。

## 健忘症候群
健忘症候群では記憶の中でも陳述記憶のうちエピソード記憶が障害されかつ前向性健忘が主症状の場合が多い。健忘症候群は側頭葉内側面、視床、前脳基底部の障害で起こることが多い。その他の稀な部位としては脳弓、乳頭体、脳梁部大後域、内包膝部が知られている。前頭葉損傷で健忘が生じるかについては、議論があるところである。前頭葉特に前頭前野に損傷があれば、記憶をはじめ認知機能全般に影響が及ぶ。

### 側頭葉内側面
HM (患者)の報告で有名である。これはてんかんの治療のために両側の側頭葉内側面が切除され、術後に重篤な健忘症状を呈した症例報告である。側頭葉内側面損傷の健忘症候群の特徴は、一般知的機能、即時記憶、手続き記憶は保たれる。前向性健忘は海馬のみの損傷でも中等度に認められ、海馬周辺皮質損傷が加わるとさらに重症化する。逆向性健忘は海馬損傷のみでは軽度にとどまり、海馬周辺皮質損傷が加わると重篤化する。

### 視床
視床と健忘の関係が注目されたのはウェルニッケ脳症、コルサコフ症候群の剖検例の検討からである。その後、視床の脳血管障害と健忘に関して検討されるようになった。視床には4種類の血管、すなわち傍正中動脈、極動脈、視床膝状体動脈、後脈絡叢動脈がある。視床性健忘を起こすのは傍正中動脈と極動脈である。極動脈梗塞ではpapesの回路とYakovlevの回路両方の障害が起こる。

### 前脳基底部
前交通動脈瘤破裂の損傷で健忘症候群、特にコルサコフ症候群様の症状が起こることが知られている。マイネルト基底核、Broca対角帯核、内側中隔核などコリン作動性ニューロン群の障害で健忘が起こるとかつては考えられていた。正確な機序は不明な点が多い。